# Cratere Sayers
Sayers  è un cratere sulla superficie di Venere. Deve il proprio nome alla scrittrice britannica Dorothy L. Sayers (1893-1957).